# Surprise, Surprise
"Surprise, Surprise" var en sang, der blev skrevet af Mick Jagger og Keith Richards til bandet The Rolling Stones. Den blev udgivet på deres album fra 1965 The Rolling Stones, Now!, men den blev først udgivet som single til a-siden Street Fighting Man i 1971. 
Musikerne, der indspillede sangen i 1965, var som følger: Jagger sang, mens Richards og Brian Jones spillede de elektriske guitarer. Trommerne blev spillet af Charlie Watts, mens Bill Wyman spillede bass. Koret bestod af Jagger og Richards.
Da singlen blev udgivet i 1971 fik den en 21. plads på den engelske chart.